# George Martin
Sir George Martin (Londres, 3 de gener de 1926 - Londres, 8 de març de 2016) fou un músic anglès, conegut principalment per haver produït gairebé la totalitat dels àlbums de The Beatles, entre altres projectes musicals. Era pare del també productor Giles Martin, i l'actor Gregory Paul Martin.

## Sinopsi biogràfica

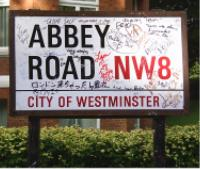
Retol

Va aprendre a tocar piano de petit, però pròpiament no va començar a formar-se musicalment fins que va complir els vint anys. En la Segona Guerra Mundial va servir a la Royal Air Force, on un mentor, Sidney Harrison, en adonar-se que tenia talent i gust per la música, el va animar a emprendre la carrera musical. El 1947, quan va retornar a la seva vida civil, va començar a estudiar a la Guildhall School of Music (on Harrison feia classes), i adoptà l'oboè com a segon instrument.
En la dècada de 1950 li van encomanar la direcció d'una petita subdivisió de la companyia discogràfica EMI a Anglaterra, la Parlophone. Aquesta subdivisió s'encarregava de la distribució de música clàssica i de gravacions còmiques (entre les quals destacaven sàtires de Mozart, representades per l'actor Peter Ustinov) i estava a punt de ser tancada quan Brian Epstein, manager de The Beatles, va convèncer Martin que els gravés, després d'infructuosos intents perquè, entre 1961 i 1962, ho fes la companyia discogràfica Decca, que finalment els va rebutjar definitivament. La cançó triada fou "Love Me Do", que va ser un èxit local i que va generar els guanys necessaris per a la continuïtat de Parlophone, segell que durant molt de temps distribuiria els discos senzills de The Beatles.
L'èxit de la cançó va portar The Beatles a gravar el primer disc de llarga durada el 1962, Please Please Me, i amb aquest àlbum va començar la relació de The Beatles amb Martin com a productor. Hom considera que bona part de l'èxit del quartet es deu a les seves directrius i, per aquest motiu, sovint se l'anomenava "el cinquè Beatle". L'educat sentit de Martin, unit al seu gust per la música clàssica, el van convertir en un dels productors més respectats de tots els temps. Va portar The Beatles a nivells creatius insuperables (que incloïen arranjaments amb cordes, noves tècniques de composició i experiments sonors amb diversos estils i instruments). Era també un revolucionari en la tècnica: va ser el primer productor al Regne Unit que va utilitzar vuit pistes d'enregistrament (en dues consoles de quatre pistes cadascuna) per al disc Sgt. Pepper's Lonely Hearts Club Band (1967), considerat una obra mestra.
El 1968, John Lennon va trucar a Phil Spector per produir el que seria el darrer àlbum de The Beatles: el controvertit Let It Be. Va ser la primera feina del quartet no produït per Martin. Amb la separació del grup al 1970, Martin va produir feines de gent com Shirley Bassey o Bernard Cribbins.

Ha fet orquestracions per a algunes pel·lícules, entre les quals destaquen The family way, per a la qual va compondre i va orquestrar la columna sonora, juntament amb Paul McCartney, cosa que els feu creditors del Premi Ivor Novello el 1966. També va fer arranjaments per a Yellow Submarine (1968), pel·lícula d'animació psicodèlica amb les cançons de The Beatles i Viu i deixa morir (1973), de la saga de James Bond, altra vegada al costat de Paul McCartney.
A la dècada dels 90 va ser nomenat sir per la reina d'Anglaterra. També va ser introduït al Saló de la Fama del Rock el 1999.
Actualment era un dels productors més respectats de la història de la música popular, tot i ja estar retirat.

## Carrera
El 1942 va formar una banda de dansa escolar que va anomenar George Martin & The Four Tune Tellers. Entre 1943 i 1947 va ser emprat com a observador d'avions a la "Fleet Air Arm" de la Royal Navy, després de la qual cosa va estudiar composició i orquestració de música clàssica durant tres anys a partir de setembre de 1947 a la famosa Guildhall School of Music and Drama. Primer va anar als arxius musicals de la BBC a principis de 1950. També va treballar per al Radiophonic Workshop de la BBC, per al qual va supervisar el seu primer llançament comercial, la cançó Time Beat (publicada sota el pseudònim de Ray Cathode). L'octubre de 1950, Martin va arribar a la discogràfica EMI i allí va ser contractat com a ajudant del cap de la discogràfica Oscar Preuss a la discogràfica Parlophone.

## Primeres tasques
"Parlophone" era en realitat un segell de música clàssica i es considerava insignificant al costat dels segells germans HMV, Columbia i Regal Zonophone, però sota Martin es va convertir inicialment en un segell important de jazz i comèdia. La primera producció independent de Martin va ser amb la banda de jazz de Humphrey Lyttelton, que va gravar els temes Trouble in Mind / Panama Rag (Parlophone #R3346) el 25 d'octubre de 1950. Get Out of Here And Go On Home va seguir el 22 de novembre de 1950, i Trog's Blues i Wolverine Blues es van gravar el 24 de gener de 1951. La Muse Legere / Barwick Green (#R3418) va ser creada l'agost de 1951 per Sidney Torch & Orchestra. Després, el 1951, Martin va produir enregistraments clàssics del London Baroque Ensemble (director: Karl Haas) amb composicions de Mozart, publicats en un LP l'octubre de 1952. Això va ser seguit l'agost de 1952 per a Eve Boswell Sugar Bush / I'm Yours (#R3561), el senzill I Went to Your Wedding / I Will Never Change de Dick James va ser llançat el desembre de 1952. James es convertiria més tard en un dels editors i empresaris musicals més influents i reeixits de Gran Bretanya, gestionant les composicions dels Beatles i descobrint Elton John. La primera producció de George Martin que va arribar a les llistes britàniques va ser Pickin' A Chicken, de nou d'Eve Boswell, creada l'octubre de 1955 i premiada amb el número nou a les llistes britàniques.
Una altra branca important del catàleg de Parlophone van ser els enregistraments de comèdia, que van ser en gran part produïts per Martin. El primer títol conegut va ser el disc satíric Phoney Folk Lore / Mock Mozart de Peter Ustinov, creat el desembre de 1952. També hi havia el còmic de cinema Peter Sellers, que va estrenar el senzill Jakka And The Flying Saucers el 10 de novembre de 1953 sota la direcció, de Martin. El primer senzill de Spike Milligan, You Gotta Go Oww! va ser llançat el 19 de novembre de 1956. Aquests no van ser èxits mesurables de la desfilada, només va ser el disc d'humor Goodness, Gracious Me with, Peter Sellers i Sophia Loren, publicat el novembre de 1960, que va aconseguir el quart lloc.

## Més grups de jazz
Martin també va produir la banda de jazz Johnny Dankworth Seven, el primer senzill de "Parlophone Honeysuckle" Rose es va gravar el 10 de febrer de 1953. A través d'aquestes i altres bandes de jazz com Freddy Randall's Band (a partir d'abril de 1951), Jack Parnell's Band (a partir de juliol de 1951), Sidney Torch & His Orchestra (a partir d'agost de 1951) o Joe Daniels & His Jazz Group (des de desembre de 1952) produccions per a altres bandes de jazz. Com a resultat, el repertori del segell Parlophone es va transformar gradualment en un segell de jazz, mentre la importància de la música clàssica continuava disminuint. George Martin ara va produir totes les bandes de jazz del segell sense excepció. Encara van necessitar diverses produccions fins que es va crear el títol "Experiments With Mice" per a Johnny Dankworth el 10 de maig de 1956, que va ser recompensat amb una primera entrada a la llista: el setè lloc. Mentrestant, després de la jubilació del seu predecessor Oscar Preuss, Martin va ser nomenat cap de Parlophone Records l'abril de 1955, convertint-lo en el cap del segell més jove del grup EMI.
Quan es va gravar Saturday Jump de Lyttelton el 9 de desembre de 1958, les discogràfiques britàniques ja havien començat la recerca d'intèrprets britànics de rock and roll. Entre juliol de 1957 i novembre de 1958, els èxits nord-americans van dominar tant les llistes britàniques que un èxit britànic va poder ocupar la primera posició de les llistes durant només dues setmanes. La competència interna i tàcita va ser guanyada pel col·lega productor Norrie Paramor, perquè Cliff Richard i la seva banda de suport "Shadows" havien estat descoberts com a proveïdors d'èxits excepcionals per al segell germà Columbia. També va ser Paramor qui va donar al grup EMI el seu primer èxit i un milió de vendes el 1954 amb Oh, My Papa d'Eddie Calvert. El primer èxit de George Martin va ser You're Driving Me Crazy dels "Temperance Seven" a l'estil vodevil, publicat el 30 de maig de 1961, que inicialment va ser rebut amb gran escepticisme a EMI. El company de productor de Martin, Walter J. Ridley, també es va avançar al segell germà HMV quan va gravar el primer senzill per a "Johnny Kidd & the Pirates" el 18 d'abril de 1959, Please Don't Touch. Martin va signar Matt Monro, la resposta britànica a Frank Sinatra, el març de 1960.

El juliol de 1961, George Martin va escriure per al diari de la casa d'EMI sota el títol
Bé, és una feina força estranya.Un article sobre les tasques d'un productor musical i cap d'un segell.He de trobar l'artista adequat, aconseguir-li el material de la cançó adequat, organitzar l'acompanyament musical adequat, portar-lo a l'estudi de gravació i produir un èxit.

## Es descobreixen els Beatles
El 13 de febrer i el 9 de maig de 1962, George Martin va rebre a Brian Epstein, gerent dels Beatles, que abans havia estat rebutjat per Decca, Pye, Philips, Oriole i fins i tot EMI (etiquetes subsidiàries Columbia i HMV). Martin va escoltar els enregistraments rebutjats de Decca: “[…] bastant pèssimes, poc equilibrats, no hi ha bones cançons d'un grup molt poc polit. […] Però alguna cosa sonava interessant”, va dir Martin. El 4 de juny de 1962, Martin va enviar un contracte discogràfic, que va signar ell mateix el 6 de juny de 1962.
El 6 de juny de 1962 va tenir lloc l'esdeveniment més decisiu de la carrera de George Martin i el punt d'inflexió de la música popular fins avui. Els Beatles, quatre joves amb cap bolet de Liverpool, les habilitats musicals i de cant dels quals Martin inicialment no estava convençut, van aparèixer per primera vegada als "Abbey Road Studios" per fer enregistraments de prova. Només el seu humor i la seva personalitat semblaven impressionar-lo. Va trobar que el bateria del grup en aquell moment, Pete Best, era massa feble, i va informar a Brian Epstein que no volia utilitzar Best en els enregistraments d'estudi. Pete Best no era el bateria accentuat i sostingut que requeria aquest estil de música. El 4 de setembre de 1962, els Beatles van tornar a Abbey Road per a la sessió d'enregistrament del seu primer senzill, Love Me Do. Ringo Starr havia substituït Pete Best a la bateria. No satisfet amb els resultats de les gravacions, Martin va programar una altra sessió per a l'11 de setembre de 1962. En absència de Martin, el seu representant Ron Richards va substituir el bateria d'estudi Andy White per aquesta sessió. Quan el single Love Me Do / P.S. Quan I Love You es va estrenar el 5 d'octubre de 1962, va arribar al número 17 de les llistes britàniques. Els rumors mai van aturar que el gerent dels Beatles, Brian Epstein, com a propietari de la seva botiga de discos, va demanar 10.000 còpies per millorar la col·locació de les llistes.
Ara va començar la carrera única dels Beatles en la història de la música pop, que també va fer que el seu productor George Martin fos un dels pocs productors gairebé tan famosos. Si bé els primers àlbums dels Beatles eren relativament poc espectaculars, almenys pel que fa a la tecnologia d'estudi i la instrumentació utilitzada, George Martin va revolucionar fonamentalment la tecnologia d'enregistrament i el disseny del so amb àlbums com Rubber Soul, Revolver, Sgt. Pepper's Lonely Hearts Club Band i Abbey Road. Va passar de ser un simple productor a ser un arranjador i font d'idees. El canvi a la tecnologia de quatre pistes, que va arribar tard pels estàndards d'Abbey Road, es va deure a ell, igual que l'acompanyament de corda de Yesterday. El primer LP Please Please Me va ser precedit per un treball productiu d'estudi, ja que un total de deu cançons es van gravar entre les 10:30 a.m. i les 11 p.m. de l'11 de febrer de 1963. Aquí Martin va utilitzar el sobre-doblatge per primera vegada a A Taste of Honey gravant la veu de Paul McCartney dues vegades i copiant-la una sobre l'altra. Però Martin també va contribuir instrumentalment: va tocar el piano a Misery i la celesta a Baby, It's You.
El disseny de so i les intervencions artístiques de Martin van influir significativament en els enregistraments posteriors. Per a And I Love Her va suggerir una introducció, que va ser implementada per George Harrison com a riff d'obertura, i el canvi de tonalitat a la part solista de fa sostingut menor a sol menor. A When I Get Home (gravat el 3 de juny de 1964; àlbum A Hard Day's Night), el sobre-doblatge va donar més expressivitat a la veu de McCartney, especialment en els passatges aguts; el sobre-doblatge dels riffs de guitarra de I Feel Fine (18 d'octubre de 1964) va ser innovador en la música rock) en relació amb el "feedback". George Martin va utilitzar cada cop més els seus coneixements previs de música clàssica com a arranjador en produccions dels Beatles. El so dels Beatles es va fer més complex i els arranjaments es van desenvolupar notablement experimentalment. El més destacat musical de moment va ser la producció de Penny Lane / Strawberry Fields Forever. Mentre que Penny Lane (29 de desembre de 1966) inclou una trompeta picota en si bemoll (interpretada per Dave Mason) i un solo de trompeta de Philip Jones, el model del qual es pot trobar a Bach, Strawberry Fields Forever (24 de novembre de 1966) de la barreja de dues preses a diferents velocitats en les quals s'escolten timbals, bongos, trompeta alt, flautes i violoncels. Els inicis d'una fila de dotze tons es remunten a la idea de Martin; Tanmateix, una aplicació perfecta no és audible a la cançó ni s'evidencia per la partitura del piano.
L'LP S'gt. Pepper's Lonely Hearts Club Band, descrit com el primer àlbum conceptual, va ser el punt culminant artístic preliminar. També va anar més enllà del marc temporal i financer dels estàndards de producció que havien estat habituals fins aquell moment. Entre el 24 de novembre de 1966 i el 20 d'abril de 1967 es van crear tretze peces, la qual cosa va requerir un temps de producció de més de 700 hores (la majoria al vespre i nits) de quatre a sis vegades a la setmana durant 129 dies de gravació. Els costos de producció actuals, equivalents a 165.000 euros (25.000 lliures), eren extremadament elevats per a l'època, i amb això s'havia de finançar la utilització de 40 músics d'orquestra i seccions de metalls. A Day in the Life (19 de gener de 1967) va presentar la tecnologia de vuit pistes per primera vegada a Gran Bretanya utilitzant dues màquines de cintes de quatre pistes connectades de manera síncrona. El LP acaba de manera tan inusual com tot el seu contingut: es pot escoltar un so d'alta freqüència de 15 kHz que se suposa que irrita els gossos al solc de sortida. El groove sense fi que es repeteix als tocadiscos manuals fins que s'apaguen conté sorolls de riure.
El punt de partida de l'extens treball de producció de Martin amb els Beatles va ser la idea bàsica de noves cançons a la guitarra acústica. Aleshores, Martin va ajudar a dissenyar la introducció, la col·locació del sol d'instrument i va decidir el final i el temps de reproducció general de la peça. George Martin va produir tots els àlbums i tots els senzills dels Beatles menys un fins a la seva dissolució el 1970, fent una contribució significativa al seu èxit. (L'àlbum Let It Be, que finalment va ser produït per Phil Spector, només es va publicar després de la dissolució.)

## Martin produeix altres grups beat
Arran dels Beatles, bandes com Emerson, Lake and Palmer, Gerry & the Pacemakers, Billy J. Kramer & the Dakotas i la cantant pop Cilla Black van rebre un contracte discogràfic i també van ser produïts per Martin. Altres similituds amb els Beatles van ser la seva pertinença al "Mersey Sound" i el seu gerent Brian Epstein. Només el 1963, les produccions de George Martin que van assolir el primer lloc hi van romandre durant un total de 37 setmanes. Amb el primer senzill How Do You Do It? gravat el 22 de gener de 1963 Gerry & The Pacemakers van aconseguir la seva primera llista abans dels Beatles. El compositor Mitch Murray va rebre immediatament l'encàrrec d'escriure una altra cançó. El resultat va ser I Like It, que va substituir From Me to You dels Beatles al capdamunt de les llistes, de manera que entre l'11 d'abril de 1963 i l'11 de juliol de 1963, el número u de les llistes britàniques va ser ocupat per produccions de George Martin. Gerry & The Pacemakers van aconseguir la tercera puntuació amb el clàssic You'll Never Walk Alone, gravat el 2 de juliol de 1963, que els aficionats al futbol del Liverpool FC van triar com a cançó del club a Anfield Road.
Quan Billy J. Kramer & Dakotas van tenir la composició dels Beatles Do You Want to Know a Secret produïda per Martin el 21 de març de 1963, Martin estava convençut de les habilitats compositives del seu grup més important. El grup, també de Liverpool, va assolir immediatament el segon lloc a les llistes britàniques. La composició dels Beatles Bad to Me, produïda el 27 de juny de 1963, va aconseguir el primer lloc a la parada d'èxits i l'estatus de milió de vengudes amb els Dakota. El mateix patró d'èxit es va aplicar al Fourmost. El 3 de juliol de 1963, van gravar la composició de Lennon/McCartney, Hello Little Girl sota la supervisió de George Martin, portant-la al novè lloc. La seva millor posició, el sisè lloc, va ser A Little Loving (no escrit pels Beatles), produït el 23 de març de 1964. Martin també va saber dirigir la potent Cilla Black. El seu segon senzill 'Anyone Who Had a Heart, que ja havia venut un milió amb Dionne Warwick als EUA un any abans, va ser llançat el 15 de gener de 1964, va aconseguir el primer lloc a les llistes britàniques i també va aconseguir l'estatus de milió de venedors. També ho va aconseguir amb el tema You're My World, gravat el 3 d'abril de 1964, que es remunta a un original italià de 1963.
En aquell moment, Martin va contribuir al fet que el grup EMI prengués un paper destacat com a llar del "Mersey Sound" a tot el món. Els rècords d'EMI van arribar tan bé al mercat nord-americà que aquí es va encunyar el terme "invasió britànica". O els artistes d'un únic segell subsidiari d'EMI es van alternar a la part superior de les llistes, o això va passar mútuament a través dels segells germans.

## Es creen estudis de gravació propis
→ Article principal: Enregistrament independent associat(anglès)
L'ara reconegut productor George Martin va rebre un sou fix com a empleat, però cap royalties relacionades amb les vendes per vendes de discos. Insatisfet perquè no s'estava involucrant adequadament en l'èxit creixent de les seves produccions, va renunciar a Parlophone a mitjans de 1964 i va deixar la companyia discogràfica l'agost de 1965 per fundar "AIR (Associated Independent Recording)" a Londres amb un préstec de 5.000 lliures independents. Companyia de producció inicialment sense el seu propi estudi de gravació. Això va seguir l'octubre de 1970, i els primers enregistraments es van fer allà el 9 d'octubre de 1970 per a l'LP You're My World de Cilla Black. Va ser seguit per l'àlbum A Lot of Bottle de la Climax Blues Band, que va ser produït per Chris Thomas, que es va traslladar a AIR el març de 1968.
Amb George Martin van anar-hi altres importants creatius d'EMI: el seu assistent de llarga data Ron Richards, el productor de Columbia John Burgess i Peter Sullivan, que havia estat assistent del productor Wally Ridley durant molt de temps a HMV. A més dels productors, molts dels intèrprets també van marxar per ser produïts per AIR, però van mantenir els seus contractes discogràfics amb els segells EMI. A més dels Beatles, aquests inclouen Manfred Mann, els Hollies, P. J. Proby i Cilla Black. Per tant, EMI es va veure obligada a signar un contracte amb AIR. Després, AIR va rebre el set per cent del preu minorista d'EMI per cada disc produït. En el cas dels artistes signats amb EMI, AIR també va rebre un regal de producció del dos per cent del preu de venda. Això no s'aplicava als Beatles: aquí EMI només estava disposada a pagar el mig per cent del preu al detall de les vendes britàniques, i als EUA només el cinc per cent dels costos de les fàbriques de premsat. Malgrat el seu èxit continuat, això no va fer que AIR fos ric.
L'any 1979, Martin va obrir una sucursal d'AIR Studios a l'illa caribenya de Montserrat. El primer que va entrar als estudis va ser Climax Blues Band amb l'LP Flying the Flag (publicat el desembre de 1980). Martin va viatjar específicament a algunes produccions, com l'àlbum Time Exposure de Little River Band (agost de 1981). The Police va gravar aquí entre desembre de 1982 i febrer de 1983 lEvery Breath You Take i altres títols per a l'LP Synchronicity, que va vendre un milió. Entre novembre de 1984 i març, entre altres coses, per a Dire Straits l'àlbum Brothers in Arms, els Rolling Stones van gravar el seu àlbum 'Steel Wheels aquí entre el 29 de març i el 29 de juny de 1989. Uns mesos més tard, l'estudi va ser destruït per l'huracà Hugo el 17 de setembre de 1989. L'erupció del volcà Soufrière Hills el 25 de juny de 1997 va provocar la destrucció completa de l'estudi i una gran part de l'illa.
El desembre de 1992, es va obrir un nou complex d'estudis a Hampstead de Londres a la reconvertida església victoriana Lyndhurst Hall (construïda el 1880) amb una acústica excel·lent. La primera sessió d'enregistrament va ser la partitura de la pel·lícula Son of the Pink Panther (El fill de la Pantera Rosa), gravada per Henry Mancini el gener de 1993. Ja el març de 1993, Chrysalis Records i la companyia d'electrònica japonesa Pioneer es van fer càrrec de les accions d'AIR en una empresa conjunta. En 22 anys, AIR va crear 22 èxits número u britànics.

## Produccions posteriors
George Martin va tractar la ruptura dels Beatles sense cap problema. Després que l'última sessió d'enregistrament dI Me Mine tingués lloc el 3 de gener de 1970, va produir l'àlbum en solitari Sentimental Journey per a l'ex Beatle Ringo Starr del 14 de gener de 1970, i el 14 d'abril de 1970 va gravar amb el jazzista Stan Getz, Studio. i va produir el LP Marrakesh Express per a ell. El 19 d'octubre de 1972, l'ex-Beatle Paul McCartney i els seus "Wings" van portar el productor de Live and Let Die, el tema principal de la pel·lícula de James Bond del mateix nom, per a la qual Martin va compondre, arranjar i produir de tota la pel·lícula. El 17 d'abril de 1974 va produir l'LP Holiday per al Trio America, el gener de 1975 van aconseguir els seus serveis per al seu LP Hearts, un total de set àlbums es van crear sota la seva direcció per a Amèrica. El març de 1974 va produir l'LP Apocalypse per a l'Orquestra Mahavishnu, Jimmy Webb el va portar per a l'LP El Mirage el setembre de 1976. L'octubre de 1974, el guitarrista Jeff Beck va utilitzar l'experiència de Martin per al primer dels seus LPs instrumentals Blow by Blow (dos àlbums). UFO el va portar per al LP No Place to Run (desembre de 1979).

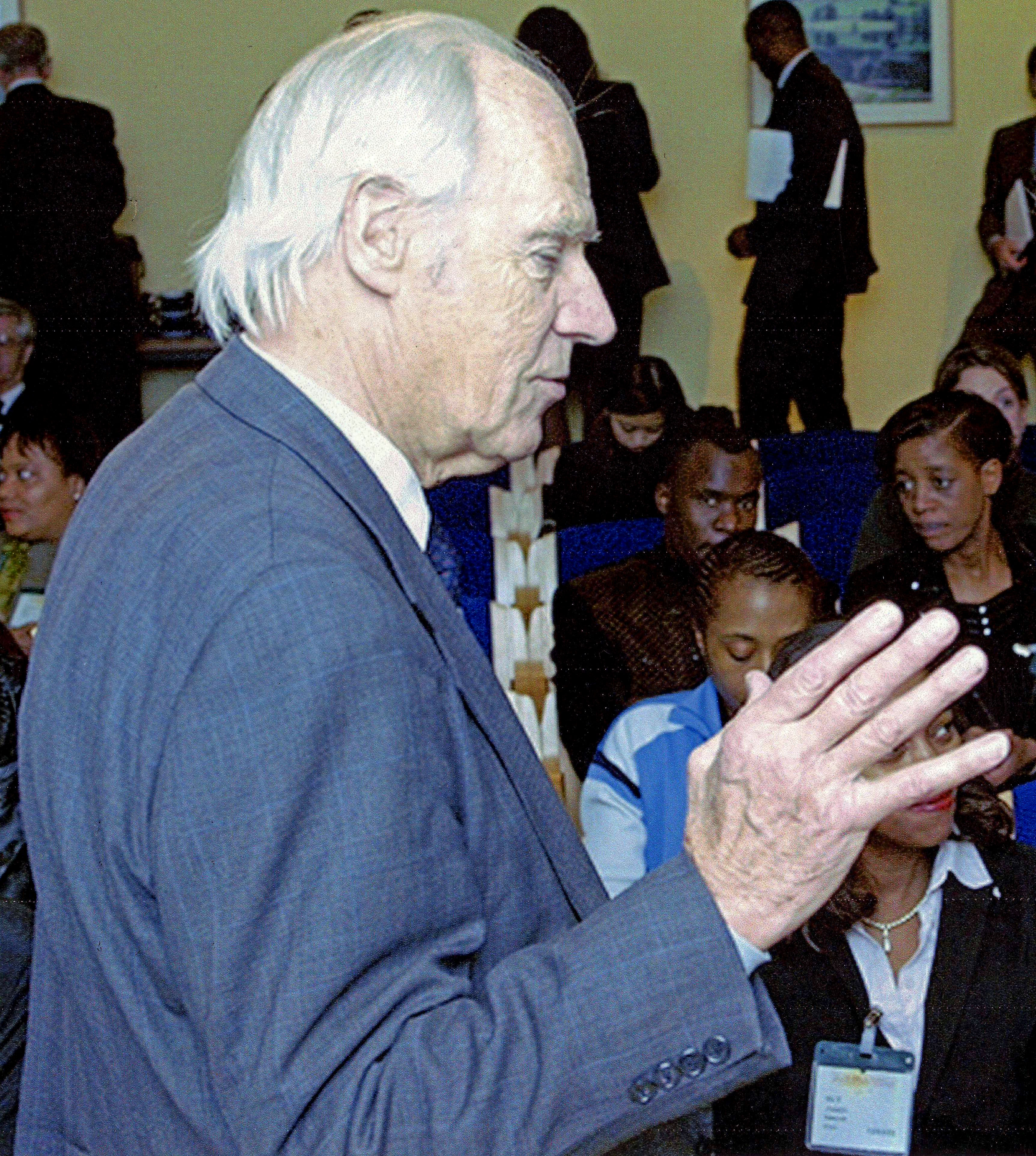
George Martín el 2007

Neil Sedaka va encarregar a Martin l'LP A Song (1980), i per Ultravox va produir l'LP Quartet (AIR Montserrat; publicat l'octubre de 1982). Va ser el torn de Cheap Trick el febrer de 1980 amb l'àlbum All Shook Up. El 27 de febrer de 1981 va produir el tema de duet antiracista Ebony and Ivory per a Paul McCartney i Stevie Wonder, que només es va poder estrenar el març de 1982 després de desacords legals entre les companyies discogràfiques dels dos artistes. Les ordres de seguiment de Martin van ser els LPs de McCartney, Tug of War (publicat l'abril de 1982) i Pipes of Peace (octubre de 1983). El duet entre Paul McCartney i Michael Jackson, Say Say Say (3 d'octubre de 1983) també va ser produït per Martin entre maig i setembre de 1981 a Abbey Road. El cantant country Kenny Rogers va fer que Martin produís l'LP The Heart of the Matter, que va ser llançat el desembre de 1985.
El 1997, Martin va produir el seu trentè èxit amb Candle in the Wind, l'homenatge d'Elton John a la recentment morta Lady Diana. Amb gairebé 37 milions de còpies venudes a tot el món, el senzill és una de les produccions discogràfiques més reeixides de tots els temps. Unes setmanes més tard, el 15 de setembre de 1997, va organitzar una gran gala benèfica amb Música per l'illa de Montserrat pel lloc del seu estudi, que va ser destruït per una erupció volcànica. George Martin es pot veure com a presentador a la gravació en DVD del concert. El 23 de març de 1998 es va publicar l'últim treball de Martin, el CD In My Life, pel qual va convidar intèrprets de renom als estudis AIR Lyndhurst per interpretar composicions dels Beatles. Els artistes que s'escoltaran inclouen Céline Dion, Sean Connery, Jeff Beck, Jim Carrey i Robin Williams. El 17 de juliol de 2001 es va publicar en nom propi el CD recopilatori de sis parts Produced by George Martin amb els títols més importants que va produir durant 48 anys. El 17 de novembre de 2006 es va publicar l'àlbum Love, produït per ell i el seu fill Giles, que presentava peces dels Beatles amb un nou so.

## Premis i reconeixements
- Premi de l'Acadèmia 1964 - Adaptació musical (per a A Hard Day's Night) "awardsdatabase.com".
- Premi Grammy 1967 - Millor Àlbum Contemporani (com a productor de Sgt. Pepper's Lonely Hearts Club Band).
- Premi Grammy 1967 - Àlbum de l'Any (com a productor de Sgt. Pepper's Lonely Hearts Club Band)
- Premi Grammy 1973 - Millor arranjament de vocalista d'acompanyament (com a arranjador de Viu i deixa morir)
- Brit award 1977 - Millor productor britànic (dels darrers 25 anys).
- Brit award 1984 - Contribució Extraordinària a la Música.
- Premi Grammy 1993 - Millor àlbum d'un musical (com a productor de Tommy, de The Who).
- Premi Grammy 2007 - Millor àlbum de banda sonora. Compilació per a Motion Picture, la televisió o altres mitjans visuals, juntament amb el productor Giles Martin, àlbums de The Beatles [Love 72].
- Premi Grammy 2007 - Millor àlbum de so envolvent, productor juntament amb Giles Martin, àlbums de The Beatles [Love 72].
- Martin va ser nomenat Home de l'Any de la Indústria Fonogràfica Britànica de 1998.
- L'abril de 1989, el Berklee College of Music de Boston (Massachusetts, EUA) li va concedir el doctorat honoris causa en música.
- Va ser inclòs en el Rock and Roll Hall of Fame el 15 de març de 1999 i al Saló de la Fama de la Música del Regne Unit el 14 de novembre de 2006.
- El 2002 li varen lliurar el Lifetime Achievement Award per serveis a la pel·lícula per l'Acadèmia Mundial de la Banda Sonora al Festival Internacional de Cinema de Flandes.
- El març de 2004, el Col·legi d'Armes li va concedir escut d'armes. L'escut té tres escarabats.
- El novembre de 2006, la Universitat Metropolitana de Leeds li va concedir el doctorat honoris causa en música.
- El setembre de 2008, l'Associació Literària i la Societat Històrica de la Universitat College de Dublín el van guardonar amb el Premi James Joyce.
- Martin també fou distingit amb la Medalla d'Or de Serveis a les Arts de la CISAC (Confederació Internacional de Societats d'Autors i Compositors).

## Discs d'èxit produïts o coproduïts per George Martin
D'entre les produccions de Martin hi ha 30 singles i 16 àlbums que han assolit el Nº 1 al Regne Unit, i 23 singles i 19 àlbums que l'han assolit a Nord-amèrica.
- My Kind of Girl, Matt Monro (31/7/61, # 18)
- El meu Boomerang no tornarà, Charlie Drake (17/3/62, # 21)
- Tie Me Kangaroo Down Sport Harris Rolf (13/7/63, # 3)
- "Little Children", Billy J. Kramer i els Dakota (13/6/64, # 7)
- Bad to Me, Billy J. Kramer i els Dakota (27/6/64, # 9)
- Don't Let the Sun Catch You Crying Gerry & The Pacemakers (4/7/64, # 4)
- Tu ets el meu món, Cilla Black (1/8/64, # UK1)
- How Do You Do It?", Gerry & The Pacemakers (5/9/64, # 9)
- Walk Away, Matt Monro (9/1/65, # 23)
- I'll Be There, Gerry & The Pacemakers (30/1/65, # 14)
- Creuar el Mersey Ferri," Gerry & The Pacemakers (20/3/65, # 6)
- Goldfinger, Shirley Bassey (27/3/65, # 8)
- You'll Never Walk Alone, Gerry & The Pacemakers (3/7/65, # 48)
- Els trens i els vaixells i avions, Billy J. Kramer i els Dakota (31/7/65, # 47)
- Alfie, Cilla Black (10/9/66, # # UK6 95)
- Girl on a Swing," Gerry & The Pacemakers (22/10/66, # 28)
- Tin Man, America (9/11/74, # 4)
- Lonely People, America (8/3/75, # 5)
- Sister Golden Hair," America (14/6/75, # 1)
- Got to Get You Into My Life, Earth, Wind and Fire (16/9/78, # 9)
- Oh! Darling, "Robin Gibb (7/10/78, # 15)
- Ebony and Ivory Paul McCartney & Stevie Wonder (29/3/82 EUA 1 #)
- Say, Say, Say," Paul McCartney & Michael Jackson (10/12/83, n º 1)
- No More Lonely Nights," Paul McCartney (8/12/84, # 6)
- Candle in the Wind 1997, Elton John (11/10/97, n º 1)
- Pure 2003, Hayley Westenra (# 1 llistes del Regne Unit clàssica, # 8 llistes d'èxits del Regne Unit)

### Discografia
- Off the Beatle Track (1964)
- Help! (1965)
- George Martin Instrumentally Salutes The Beatle Girls (1966)
- Yellow Submarine (una banda: The Beatles, dos laterals: L'Orquestra de George Martin) (1969)
- Live and Let Die (productor de la cançó de Paul McCartney i compositor de banda sonora) (1973)
- In My Life (1998)
- Produït per George Martin (2001)
- The Family Way (2003)